# Publius Cornelius Lentulus Marcellinus
Publius Cornelius Lentulus Marcellinus, Sohn eines Publius und Enkel eines Gnaeus, war ein römischer Politiker und Senator. Im Jahr 18 v. Chr. bekleidete er zusammen mit Gnaeus Cornelius Lentulus das ordentliche Konsulat des Jahres.